# Christoph Franz Peter
Christoph Franz Peter (* 20. September 1860 in Sondershausen; † nach 1935) war ein deutscher Bildhauer.

## Leben und Werk
Geboren als Sohn eines Mühlenbesitzers, besuchte er nach der Realschule die Kunstgewerbeschule Nürnberg. Ab 1892 studierte er an der Münchener Kunstakademie. Anschließend war er als Bildhauer in München tätig.

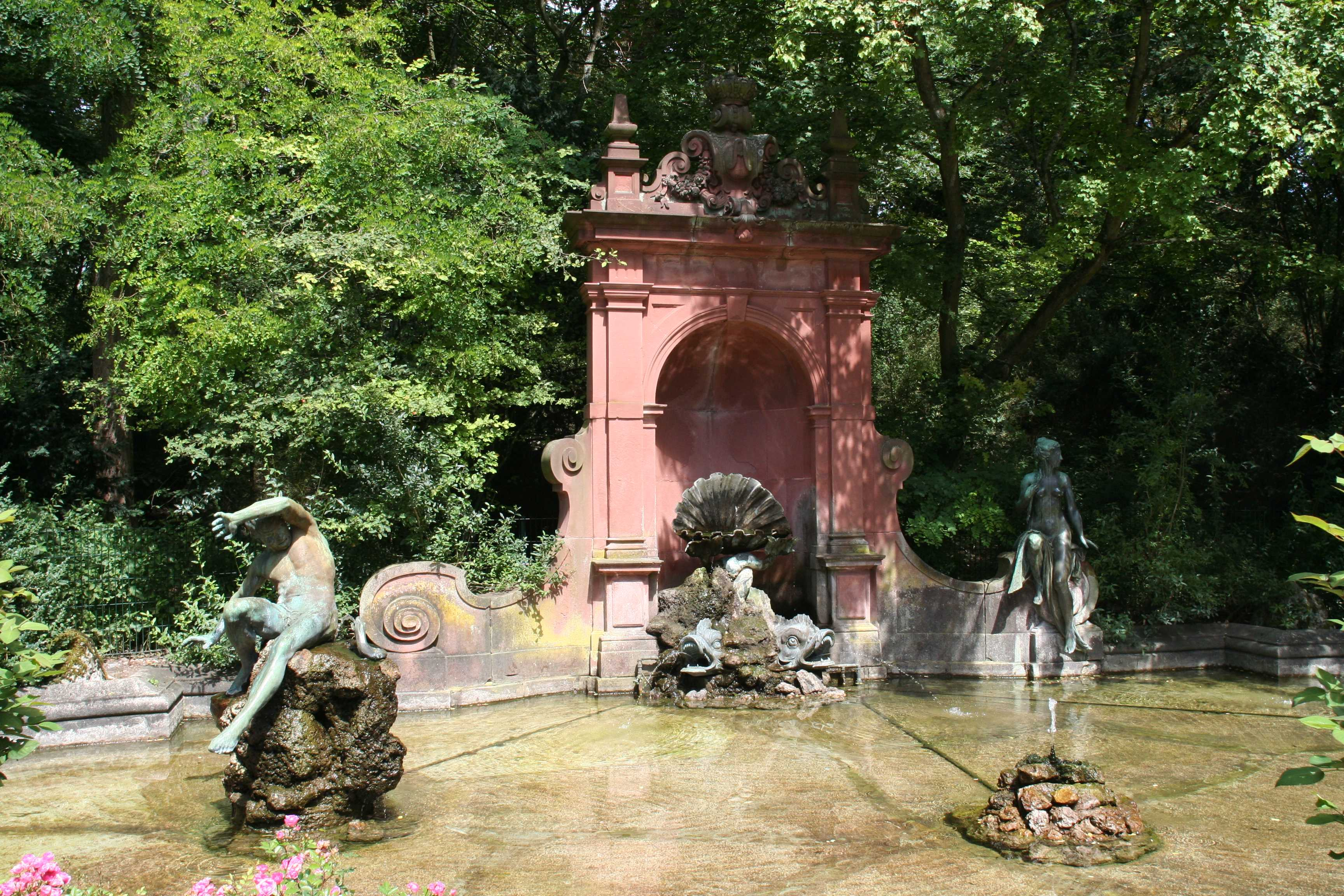
Herzog-Alfred-Brunnen in Coburg, „Schreck“ vorne links

- 1903: Bronzefigur „Schreck“ des Herzog-Alfred-Brunnens im Hofgarten in Coburg
- 1904: Willibald-Alexis-Denkmal in Arnstadt[3]

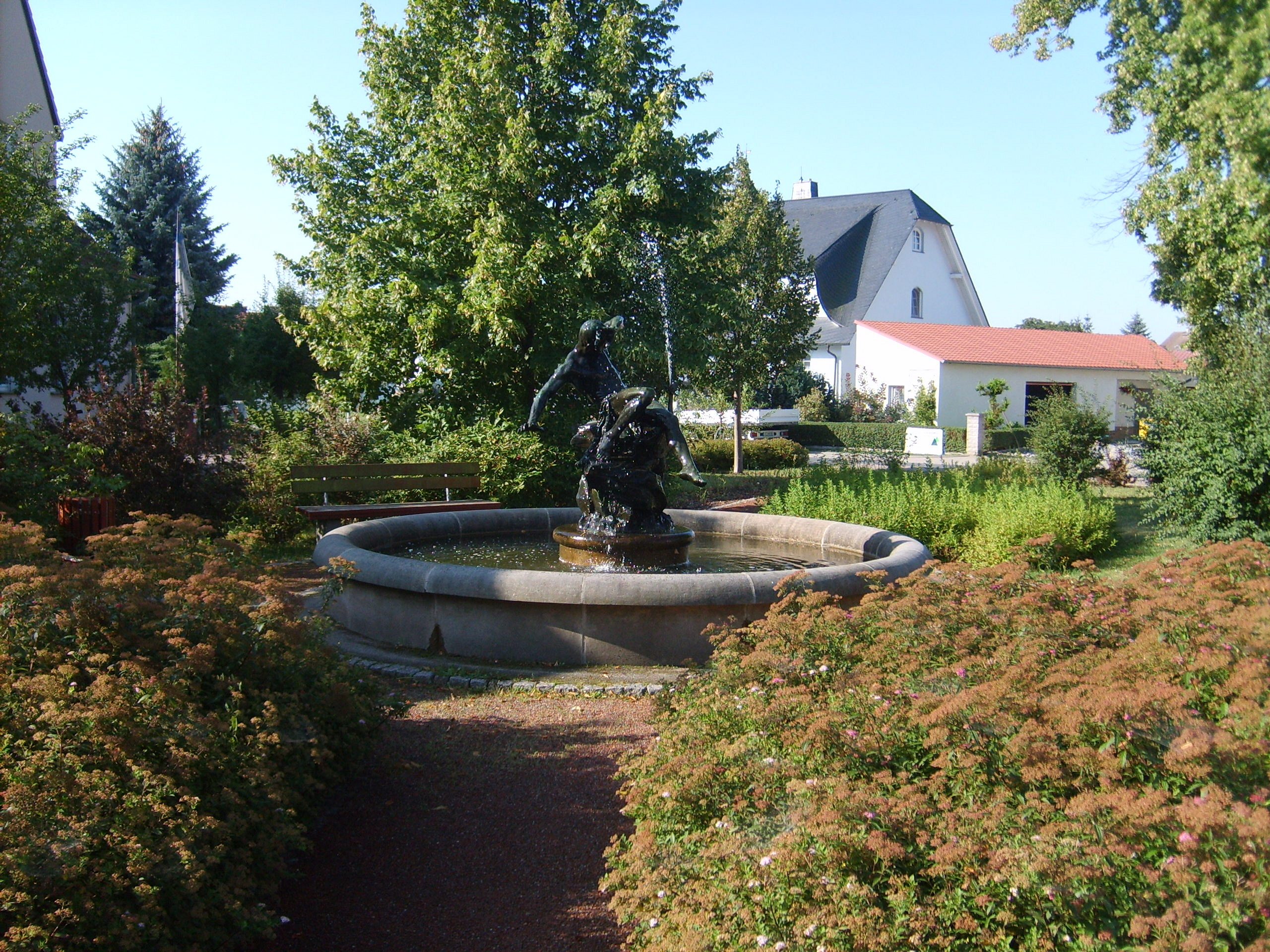
Springbrunnen in Saathain

- 1915: Figurengruppe „Junge mit zwei Ziegen“, Kunsthandel[4]
- 1930: Springbrunnen Saathain